# La fe del volcán
La fe del volcán es una película de Argentina filmada en colores dirigida por Ana Poliak sobre su propio guion escrito en colaboración con Willi Behmisch que se estrenó el 31 de octubre de 2002 y que tuvo como actores principales a Mónica Donay y Jorge Prado.

## Gestación del filme
Cuando la directora era joven comenzó a escribir sobre su crisis personal tomándose ella misma en su adolescencia como personaje principal y así llegó con Willi Behmisch a un guion sin una historia, simplemente sobre las relaciones, sobre el dolor personal y del mundo. En 1996 obtuvo un premio de la Fundación Bals en Rotterdam. Con esos 25.000 dólares y el apoyo del Instituto Nacional de Cine que consiguió tras dos años de trámites se replanteó la situación y pensó en rechazar los aportes temiendo quedar limitada por ellos. Tenía que tomar una decisión que la desvelaba y que sintetizó en una frase: ¿Saltar desde lo alto hacia afuera o hacia adentro? Finalmente, con el apoyo de Behmisch, resolvió empezar a buscar la imagen de ese sentimiento comenzando por una que la mostraba junto a la ventana de un edificio elevado.

## Estructura del filme
La película tiene un pequeño prólogo completamente independiente referido a tres episodios vividos por la directora: una visita a la casa -vacía y en reparación- donde creciera, un intento de suicidio de su adolescencia, y la historia de una mentora de la infancia que fue desaparecida por la dictadura; esta primera parte culmina con una placa con el dilema que da impulso a la película ¿Hacia qué lado saltar? Inmediatamente después se desarrolla la ficción de Ani y Danilo. 

## Sinopsis
Ani, una aprendiz de peluquera que pierde su trabajo se encuentra con Danilo, un cuarentón afilador callejero de tijeras.

## Reparto
Participaron del filme los siguientes intérpretes:
- Mónica Donay …Ani
- Jorge Prado…Danilo
- Ana Poliak…Ella misma
- Alejandra Álvarez
- Luis Morazzoni

## Comentarios
Horacio Bernades escribió sobre el filme en Página 12:

” Llevando al límite una gramática visual que no le debe nada a lo que las convenciones, fijan como “narración cinematográfica”, y el resultado es una de esas películas que parecen resistir todo facilismo, invitando al espectador a dejarse arrastrar por un encadenamiento de ritmos, tiempos cinematográficos y brotes de sentido. Más que cerrarse sobre sí mismo, ese laberinto de sentidos siempre tiende a abrirse, como en un rompecabezas que tal vez sea el de un país entero.

Fernando López dijo en La Nación:

”… es una obra incómoda…porque se despreocupa de la obligación de entretener y porque sólo descubrirá sus ricas sugerencias a quien esté dispuesto a entablar con ella un diálogo honesto y franco, a reconocer en sí mismo los sentimientos -pena, desaliento, desconcierto, rabia, incertidumbre, precaria esperanza- que la autora transmite por medio de sus personajes….Sin recurrir al simbolismo fácil, evitando en lo posible la sentencia y el discurso y seleccionando con inteligencia y sensibilidad los pedacitos que quizá sirvan para armar la metáfora sobre una sociedad que ha ido desentendiéndose de su disgregación escudada en la indiferencia o el cinismo, Poliak construye una obra exigente, arriesgada en su concepción y visiblemente sincera en su compromiso. Pero aunque el retrato esté lejos de ser indulgente, no excluye la esperanza.”

## Nominaciones
En el Festival de Cine de Bogotá 2001 la película estuvo nominada al Premio Círculo Precolombino de Oro a la Mejor Película y en el Festival de Cine de Turín 2004 fue seleccionada como candidata al Premio de la Ciudad de Turín a la Mejor Película.